# Mordchaj Wajsberg

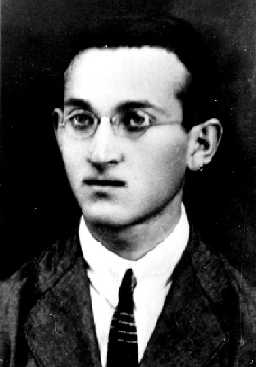
Mordchaj Wajsberg

Mordchaj Wajsberg oder Mordechaj Wajsberg (* 10. Mai 1902 in Łomża; † im Zweiten Weltkrieg) war ein polnischer Mathematiker und Logiker, der der Lemberg-Warschau-Schule zugerechnet wird.

## Leben und Laufbahn
Bis zum Jahre 1923 absolvierte Wajsberg – mit Unterbrechungen wegen der Kampfhandlungen des Ersten Weltkrieges (ab 1914) und wegen des Dienstes in der polnischen Armee während des Polnisch-Sowjetischen Krieges (1920) – das Szymon Goldlust-Gymnasium in Łomża. Danach studierte er ab Oktober 1923 Philosophie an der Universität Warschau. Wajsberg spezialisierte sich unter Anleitung von Jan Łukasiewicz, Stanisław Leśniewski und Tadeusz Kotarbiński auf Mathematische Logik und schloss sein Studium am 2. Oktober 1928 sehr erfolgreich ab. Vom August 1929 bis zum September 1930 leistete Wajsberg erneut Dienst in der Polnischen Armee, um sich unmittelbar darauf als Doktorand in der Universität Warschau einzuschreiben. Im Jahre 1931 erlangte er die Promotion und war nach einem längeren Aufenthalt in Warschau zunächst 1933 als Gymnasiallehrer in Kowel (Wolhynien) und danach in seiner Geburtsstadt Łomża tätig, wobei er weiterhin wissenschaftliche Arbeiten über mathematische Logik publizierte. In Łomża erweiterte Wajsberg seine dreiwertige Logik auf allgemein n-Wertige Systeme.
Genaue Angaben zum Leben und dem Tod von Mordchaj Wajsberg nach dem deutschen Überfall auf Polen im September 1939 sind nicht möglich. Der Autor Stanisław Surma vermutet, dass Wajsberg nach der Räumung des Ghettos von Łomża ab dem 1. November 1942 durch die deutsche Besatzungsmacht ermordet wurde. (→Holocaust)

## Wissenschaftliche Leistungen
Wajsberg verfasste ab 1926 eigene wissenschaftliche Arbeiten, die thematisch über Mathematische Logik handelten. Ab dem Jahr 1927 befand er sich in Korrespondenz mit dem US-amerikanischen Logiker und Philosophen Clarence Irving Lewis, dem Begründer der axiomatischen Modallogik. Wajsberg behandelte als erster Axiomatisierungsfragen der Dreiwertigen Logik L3. Diesem Gebiet ist auch seine Dissertation aus dem Jahr 1931 zuzuordnen, die den Titel „Ein Axiomensystem des dreiwertigen Aussagenkalküls“ trägt. Das in dieser Arbeit definierte Axiomensystem ist jedoch nicht vollständig, d. h. nicht jede mögliche Wahrheitsfunktion der dreiwertigen Logik ist auf seiner Basis definierbar.
In Auseinandersetzung mit den systematischen Untersuchungen von Lewis forschte Wajsberg insbesondere zum Problem der semantischen Charakterisierung von modallogischen Systemen und weiter zur Frage der Beziehung der lewisschen Systeme zum klassischen Aussagenkalkül. In seinen späteren wissenschaftlichen Arbeiten entwickelte er eine spezielle Methode zum Beweis der Vollständigkeit des Aussagenkalküls mit der Implikation allein.
Zu Ehren Wajsbergs wurde 1984 die Wajsberg-Algebra als alternative Modellierung einer mehrwertigen Łukasiewicz-Logik eingeführt. Der Gegenstand derzeitiger Forschungsarbeiten ist die Anwendung der Wajsberg-Algebra und derivater Systeme in der Quantenlogik (Stand 2020).

## Veröffentlichungen
- Ein Axiomensystem des dreiwertigen Aussagenkalküls. Comptes Rendus des séances de la Societé des Sciences et des lettres de Varsovie XXIV 1931, Classe III.
- Über Axiomensysteme des Aussagenkalküls. In: Monatshefte für Mathematik und Physik. 39. Band, 1. Heft, Leipzig 1932.
- Ein neues Axiom des Aussagenkalküls in der Symbolik von Sheffer. In: Monatshefte für Mathematik und Physik. 39. Band, 2. Heft, Leipzig 1932.
- Untersuchungen über den Funktionenkalkül für endliche Individuenbereiche. In: Mathematische Annalen. Band 108, Heft 2, Springer, Berlin 1933.
- Ein erweiterter Klassenkalkül. In: Monatshefte für Mathematik und Physik. 40. Band, 1. Heft, Leipzig 1933.
- Beitrag zur Metamathematik. In: Mathematische Annalen. Band 109, 1933–1934, S. 200–229.
- Beiträge zum Metaaussagenkalkül I. In: Monatshefte für Mathematik und Physik. 42. Band, 1. Dezember 1935, S. 221–242.
- Untersuchungen über Unabhängigkeitsbeweise nach (der) Matrizenmethode. In: Wiadomości Matematyczne. Band 41, 1936, S. 33–70.
- Untersuchungen über den Aussagenkalkül von A. Heyting. In: Wiadomości matematyczne. Band 46, 1938, S. 45–101.
- Metalogische Beiträge. In: Wiedomości matematyczne. Band 43, 1937, S. 131–168.
- Metalogische Beiträge II. In: Wiedomości matematyczne. Band 47, 1939, S. 119–139.
- Review of Eugene Ch. Mihailescu's work: ‹Recherches sur les formes normales par rapport à l'équivalence et la disjonction dans le calcul des propositions›. In: Annales Scientifiques de l'Université de Jassy, Première Partie. Band 25, 1939, S. 73–152, veröffentlicht in: Journal of Symbolic Logic. Band 4, 1939, S. 91–92.